# Platja de Bramant
La platja de Bramant, coneguda localment com a Cala dels Enamorats, és una platja natural del municipi de Llançà (Alt Empordà) situada uns dos quilòmetres al nord de la població, al sud del Cap Ras, prop de la platja de Canyelles. S'hi accedeix pel camí de ronda. La cala té forma de paella, amb penya-segats de 10 m d'alçada, que formen una piscina natural amb una estreta sortida al mar. El 1972 va ser declarada 'paratge pintoresc'.
El setembre de 2016, bussejadors de l'Armada Espanyola van desactivar dos projectils que es van trobar a la cala, a 20 m de la costa i a 2 m de fondària.